# Topolje, Železniki
Topolje este o localitate din comuna Železniki, Slovenia, cu o populație de 55 de locuitori.